# Eagle-Point-Raffinerie
Die Eagle-Point-Raffinerie (englisch: Eagle Point Refinery) von Sunoco war eine US-amerikanische Raffinerie in Westville (Gloucester County) im Bundesstaat New Jersey. 2010 wurde die Raffinerie stillgelegt.

## Lage
Das Raffineriegelände liegt direkt am Delaware River. Auf der gegenüberliegenden Seite des Flusses befindet sich schon im Bundesstaat Pennsylvania liegend, die Stadt Philadelphia. Südlich der Raffinerie verläuft die Interstate 295.

## Geschichte
Auf dem Gelände der Eagle-Point-Raffinerie war vor dem Ersten Weltkrieg eine Fabrik zur Verarbeitung von Tomaten angesiedelt. Im Ersten- und Zweiten Weltkrieg wurde das Gelände durch die U.S. Army als Munitionsdepot genutzt. Texaco erwarb 1948 das Gelände und errichtete dort seine Raffinerie, die 1949 die Produktion aufnahm. Texaco verkaufte die Raffinerie im Mai 1985 an die Coastal Company. Im Januar 2004 trennte sich die El Paso Corporation, in welcher die Coastal Company 2001 aufgegangen war, von der Eagle-Point-Raffinerie und verkaufte sie für 111 Mio.$ an Sunoco.
Am 11. Juli 2007 verursachte ein Blitzeinschlag in einem Tank ein Feuer in demselben. Dieses Tankfeuer konnte nach einigen Stunden unter Kontrolle gebracht werden. Nachdem schon im Herbst 2009 die Produktion aufgrund von zu geringen Erlösen ausgesetzt war, wurde im Februar 2010 die Stilllegung des Werks vollzogen. Sonoco trennte sich mit der Schließung der Eagle Point von 18 % seiner Rohölverarbeitungskapazität. Ein kleiner Teil des Werks wurde als Öl-Terminal weiterbetrieben.
Nach der Stilllegung sollten Teile der Raffinerie demontiert und in Indien und bei der Visakh-Raffinerie wiederaufgebaut werden. Die Wiederverwertung von Anlagenteilen ist jedoch nicht zustande gekommen, sodass ab November 2011 die Prozessanlagen abgerissen wurden. Nach 2,5 Jahren wurde mit der Sprengung von einigen Anlagenteilen am 25. Januar 2014 der Abriss vollendet.

## Technische Daten
Es bestanden Verlademöglichkeiten auf Schiffe am Delaware River sowie ein Eisenbahnanschluss. Es wurden hauptsächlich süße Rohölsorten verarbeitet.

### Verarbeitungsanlagen
- Atmosphärische Destillation
- Vakuum-Destillation
- FCC-Einheit
- Entschwefelungsanlagen
- Reformer